# Фрідріх Генріх Якобі
Фрідріх Генріх Якобі (нім. Friedrich Heinrich Jacobi; 25 січня 1743, Дюссельдорф — 10 березня 1819, Мюнхен) — німецький філософ, молодший брат поета Йогана Георга Якобі.

## Робота
Був членом, потім президентом Баварської академії наук. Знайомство з Віландом і Гете в 1771-1774 роках мало великий вплив на літературну діяльність Якобі. З 1782 року вів листування з Гаманом. У 1785 році Якобі опублікував «Листи про вчення Спінози», адресовані Мозесу Мендельсону. Ця книга, справивши величезний вплив на розвиток німецької філософії, зробила його відомим.

### Філософія
Свої релігійно-філософські погляди він спочатку намагався проводити в двох романах: 
- «Woldemar» (Фленсбург, 1779 і Лейпциг, 1826) і
- «Eduard Allwills Briefsammlung» (Бреслау, 1781 і ЛПЦ., 1826).

У своїх філософських працях Якобі полемізує з раціоналістичними вченнями Канта, Фіхте і Шеллінга, залишаючись на ґрунті суворого теїзму. Джерелом пізнання зовнішнього світу Якобі вважає чуттєве сприйняття. Одного лише чистого розумопогляду не недостатньо для пізнання Бога, необхідна ще віра; як наше око, озброєне телескопом, розрізняє в туманному Чумацькому шляху небесні світила, так наш розум, озброєний вірою, робиться здатним пізнати божественне.